# 東京ピストル
東京ピストル（株式会社東京ピストル）は、東京を活動拠点としたクリエイティブ・カンパニー。編集者の草彅洋平とアートディレクターの加藤賢策によって2006年に設立された。広告全般から紙媒体を中心にweb、アプリ開発など多彩な仕事を手がける。

## 概要
編集者の草彅洋平が、アートディレクターの加藤賢策と起業。
企画立案からアート、広告、映像、音楽、海外企業や教育機関、萌えキャラまで、メジャーからアンダーグラウンドまで多岐にわたるクリエイティブ活動を行っている。
サブカルチャーを起点としたクールジャパン的なオタクカルチャーから文学や哲学方面にも強いため、本をモチーフとしたオリジナルグッズの開発などがある。